# George FitzGerald (16e comte de Kildare)
Pour les articles homonymes, voir George FitzGerald et FitzGerald.
George FitzGerald (23 janvier 1612 – 29 mai 1660), 16e comte de Kildare est le fils de Thomas FitzGerald, fils d'Edward FitzGerald, et donc l'arrière petit-fils de Gerald FitzGerald, 9e comte de Kildare. Il est connu sous le nom de Fairy Earl (comte lutin), apparemment sans autre raison que la petite taille de son portrait, qui existe toujours et qui est une miniature. 

## Biographie
Élevé par le comte de Cork, il a à peine dix-huit ans, lorsqu'il se marie avec la fille de celui-ci, Joan Boyle, le 15 août 1630. Le château de Maynooth, qui se délabrait depuis la mort de Gerald FitzGerald, 14e comte de Kildare, est restauré et agrandi par son tuteur. En 1638, il est emprisonné pour avoir refusé de présenter les titres de propriété de ses terres au comte de Strafford. Il prend part à la rébellion de 1641 aux côtés des anglo-irlandais, et ses terres en souffrent : le château de Maynooth est pillé et démantelé par les confédérés. Après l'arrivée de Cromwell en 1649, son régiment, comme bien d'autres, est dispersé.
Il meurt en 1660 à l'âge de 48 ans, et est enterré à Kildare.

## Postérité
George FitzGerald laisse deux fils:
- Wentworth FitzGerald 17e comte de Kildare (1660-1664) père de John FitzGerald 18e comte de Kildare (1664-1707)
- Robert FitzGerald († 1699), père de Robert FitzGerald 19e comte de Kildare (1707-1744).